# Cyrtococcum fuscinode
Cyrtococcum fuscinode är en gräsart som först beskrevs av Ernst Gottlieb von Steudel, och fick sitt nu gällande namn av Aimée Antoinette Camus. Cyrtococcum fuscinode ingår i släktet Cyrtococcum, och familjen gräs.
Artens utbredningsområde är Komorerna. Inga underarter finns listade i Catalogue of Life.